# Copa do Brasil 2016
Der Copa do Brasil 2016 war die 28. Austragung dieses nationalen Fußball-Pokal-Wettbewerbs in Brasilien. Die Copa wurde vom Brasilianischen Sportverband, dem CBF, ausgerichtet. Der Pokalsieger war als Teilnehmer an der Copa Libertadores 2017 qualifiziert.
Die wegen ihrer Teilnahme an der Copa Libertadores 2016, nicht mitspielenden fünf Klubs, traten im Achtelfinale in den Wettbewerb ein.
Sieben Mannschaften, welche sich nicht für das Achtelfinale qualifizierten, nahmen an der Copa Sudamericana 2016 teil. Die Startplätze wurden nach der aktuellen Leistung im Ligawettbewerb vergeben.

## Teilnehmer
Das Teilnehmerfeld bestand aus:

### Copa Libertadores Teilnehmer
Fünf Klubs, die an der Copa Libertadores 2016 teilnahmen, traten ab dem Achtelfinale dem Wettbewerb bei.
- Atlético Mineiro
- SC Corinthians
- Grêmio FBPA
- SE Palmeiras
- FC São Paulo

### Teilnehmer Staatsmeisterschaften
70 Teilnehmer kamen aus den Fußballmeisterschaften der Bundesstaaten von Brasilien oder deren Pokalwettbewerben. Im Gegensatz zum Vorjahr stellte der Verband von Espírito Santo nur noch einen anstatt zwei Teilnehmer. Der Verband von Paraná stellte ebenfalls einen Teilnehmer weniger, drei anstatt vier. Santa Catarina erhielt dafür einen vierten Startplatz, anstatt dreien.
| Bundesstaat         | Klub                               | Qualifizierung                     |
| ------------------- | ---------------------------------- | ---------------------------------- |
| Acre                | Rio Branco FC (AC)                 | Staatsmeister 2015                 |
| Acre                | Galvez EC                          | Vize-Staatsmeister 2015            |
| Alagoas             | Clube de Regatas Brasil            | Staatsmeister 2015                 |
| Alagoas             | AA Coruripe                        | Vize-Staatsmeister 2015            |
| Alagoas             | AS Arapiraquense                   | Vorrundenbester Staatsmeister 2015 |
| Amapá               | Santos FC (AP)                     | Staatsmeister 2015                 |
| Amazonas            | Nacional FC (AM)                   | Staatsmeister 2015                 |
| Amazonas            | Princesa do Solimões EC            | Vize-Staatsmeister 2015            |
| Bahia               | EC Bahia                           | Staatsmeister 2015                 |
| Bahia               | ECPP Vitória da Conquista          | Vize-Staatsmeister 2015            |
| Bahia               | SD Juazeirense                     | 2. Staatspokal 2015                |
| Brasília            | SE Gama                            | Staatsmeister 2015                 |
| Brasília            | Brasília FC                        | Vize-Staatsmeister 2015            |
| Ceará               | Fortaleza EC                       | Staatsmeister 2015                 |
| Ceará               | Ceará SC                           | Vize-Staatsmeister 2015            |
| Ceará               | Guarany SC                         | Staatspokal Sieger 2015            |
| Espírito Santo      | Rio Branco AC                      | Staatsmeister 2015                 |
| Goiás               | Goiás EC                           | Staatsmeister 2015                 |
| Goiás               | AA Aparecidense                    | Vize-Staatsmeister 2015            |
| Goiás               | Goianésia EC                       | 3. Staatsmeister 2015              |
| Maranhão            | Sociedade Imperatriz de Desportos  | Staatsmeister 2015                 |
| Maranhão            | Sampaio Corrêa FC                  | Staatspokalsieger 2015             |
| Mato Grosso         | Cuiabá EC                          | Staatsmeister 2015                 |
| Mato Grosso         | Operário FC (MT)                   | Vize-Staatsmeister 2015            |
| Mato Grosso         | CE Dom Bosco                       | Staatspokal Sieger 2015            |
| Mato Grosso do Sul  | EC Comercial (MS)                  | Staatsmeister 2015                 |
| Mato Grosso do Sul  | Ivinhema FC                        | Vize-Staatsmeister 2015            |
| Minas Gerais        | AA Caldense                        | Vize-Staatsmeister 2015            |
| Minas Gerais        | Cruzeiro EC                        | 3. Staatsmeister 2015              |
| Minas Gerais        | Tombense FC                        | 4. Staatsmeister 2015              |
| Minas Gerais        | América Mineiro                    | 5. Staatsmeister 2015              |
| Pará                | Clube do Remo                      | Staatsmeister 2015                 |
| Pará                | Independente AC                    | Vize-Staatsmeister 2015            |
| Pará                | Parauapebas FC                     | 3. Staatsmeister 2015              |
| Paraíba             | Campinense Clube                   | Staatsmeister 2015                 |
| Paraíba             | Botafogo FC (PB)                   | Vize-Staatsmeister 2015            |
| Paraná              | Londrina EC                        | Staatsmeister 2015                 |
| Paraná              | Coritiba FC                        | Vize-Staatsmeister 2015            |
| Paraná              | Operário Ferroviário EC            | 3. Staatsmeister 2015              |
| Pernambuco          | Santa Cruz FC                      | Staatsmeister 2015                 |
| Pernambuco          | Salgueiro AC                       | Vize-Staatsmeister 2015            |
| Pernambuco          | Sport Recife                       | 3. Staatsmeister 2015              |
| Piauí               | Ríver AC                           | Staatsmeister 2015                 |
| Piauí               | Parnahyba SC                       | Vize-Staatsmeister 2015            |
| Rio de Janeiro      | CR Vasco da Gama                   | Staatsmeister 2015                 |
| Rio de Janeiro      | Botafogo FR                        | Vize-Staatsmeister 2015            |
| Rio de Janeiro      | CR Flamengo                        | 3. Staatsmeister 2015              |
| Rio de Janeiro      | Fluminense FC                      | 4. Staatsmeister 2015              |
| Rio de Janeiro      | Resende FC                         | Staatspokal Sieger 2015            |
| Rio Grande do Norte | América FC (RN)                    | Staatsmeister 2015                 |
| Rio Grande do Norte | ABC Natal                          | Vize-Staatsmeister 2015            |
| Rio Grande do Norte | Globo FC                           | 3. Staatsmeister 2015              |
| Rio Grande do Sul   | Grêmio Esportivo Brasil            | 3. Staatsmeister 2015              |
| Rio Grande do Sul   | EC Juventude                       | 4. Staatsmeister 2015              |
| Rio Grande do Sul   | Ypiranga FC (Erechim)              | 5. Staatsmeister 2015              |
| Rio Grande do Sul   | CE Lajeadense                      | Sieger Staatspokal 2015            |
| Rondônia            | SC Genus de Porto Velho            | Staatsmeister 2015                 |
| Roraima             | Náutico FC                         | Staatsmeister 2015                 |
| Santa Catarina      | Figueirense FC                     | Staatsmeister 2015                 |
| Santa Catarina      | Joinville EC                       | Vize-Staatsmeister 2015            |
| Santa Catarina      | Chapecoense                        | 3. Staatsmeister 2015              |
| Santa Catarina      | EC Internacional (SC)              | 4. Staatsmeister 2015              |
| São Paulo           | FC Santos                          | Staatsmeister 2015                 |
| São Paulo           | AA Ponte Preta                     | 5. Staatsmeister 2015              |
| São Paulo           | Red Bull Brasil                    | 6. Staatsmeister 2015              |
| São Paulo           | Associação Ferroviária de Esportes | Sieger-Staatsmeister Série A2 2015 |
| São Paulo           | CA Linense                         | Staatspokal Sieger 2015            |
| Sergipe             | AD Confiança                       | Staatsmeister 2015                 |
| Sergipe             | Estanciano EC                      | Vize-Staatsmeister 2015            |
| Tocantins           | Tocantinópolis EC                  | Staatsmeister 2015                 |

### Teilnehmer CBF Ranking
Die letzten 10 Klubs ergaben aus dem CBF Ranking, welche nach den vorgenannten Teilnehmern noch nicht qualifiziert waren. Dieses waren:
| Bundesstaat | Klub                               | Platz | Punkte |
| ----------- | ---------------------------------- | ----- | ------ |
| PR          | Athletico Paranaense               | 12.   | 11.218 |
| BA          | EC Vitória                         | 20.   | 7.166  |
| SC          | Criciúma EC                        | 22.   | 6.388  |
| SC          | Avaí FC                            | 23.   | 6.386  |
| PE          | Náutico Capibaribe                 | 25.   | 6.136  |
| GO          | Atlético Goianiense                | 28.   | 5.386  |
| PA          | Paysandu SC                        | 30.   | 5.268  |
| SP          | Associação Portuguesa de Desportos | 32.   | 5.095  |
| SP          | CA Bragantino                      | 33.   | 4.984  |
| PR          | Paraná Clube                       | 34.   | 4.676  |

## Saisonverlauf
Der Wettbewerb startete am 16. März 2015 in seine Saison und endete am 7. Dezember 2016. Am Ende der Saison gewann der Grêmio FBPA den Titel zum fünften Mal. Torschützenkönige wurden mit sechs Treffern Marinho vom EC Vitória.
Höchste Siege
- Londrina EC – Parauapebas FC: 6:0 (6. April 2016 – 1. Runde Rückspiel)

## Modus
Der Modus bestand aus einem K.-o.-System. Für die ersten beiden Runden bestand die Regelung, dass wenn eine Mannschaft in einem Auswärts-Hinspiel mit mindestens zwei Toren unterschied gewinnt, es kein Rückspiel gibt.
Es zählte das Torverhältnis. Bei Gleichheit wurde die Auswärtstorregel angewandt. Stand nach heranziehen dieser kein Sieger fest, wurde dieser im Elfmeterschießen ermittelt.

## Turnierverlauf

### 1. Runde

#### Auslosung
Die Auslosung der ersten Phase des Pokals fand am 11. Januar 2016 in Rio de Janeiro. Die 80 Teams wurden in acht Gruppen (A bis H) zu jeweils 10 Klubs aufgeteilt. Zur Festlegung der Reihenfolge wurde das Ranking des CBF herangezogen. Danach wurden die Paarungen zwischen den Gruppen A x E; B x F; C x D x G und H gezogen.
| Topf A                    | Topf B                  | Topf C                                  | Topf D                       |
| ------------------------- | ----------------------- | --------------------------------------- | ---------------------------- |
| Cruzeiro EC (3)           | AA Ponte Preta (17)     | Joinville EC (27)                       | Sampaio Corrêa FC (39)       |
| FC Santos (4)             | EC Bahia (18)           | Atlético Goianiense (28)                | Clube de Regatas Brasil (40) |
| CR Flamengo (6)           | Sport Recife (19)       | América FC (RN) (29)                    | Fortaleza EC (42)            |
| Fluminense FC (10)        | EC Vitória (20)         | Paysandu SC (30)                        | Salgueiro AC (47)            |
| CR Vasco da Gama (11)     | Ceará SC (21)           | América Mineiro (31)                    | Cuiabá EC (50)               |
| Athletico Paranaense (12) | Criciúma EC (22)        | Associação Portuguesa de Desportos (32) | Botafogo FC (PB) (56)        |
| Botafogo FR (13)          | Avaí FC (23)            | CA Bragantino (33)                      | Londrina EC (58)             |
| Coritiba FC (14)          | Chapecoense (24)        | Paraná Clube (34)                       | EC Juventude (59)            |
| Goiás EC (15)             | Náutico Capibaribe (25) | Santa Cruz FC (35)                      | Nacional FC (AM) (64)        |
| Figueirense FC (16)       | ABC Natal (26)          | AS Arapiraquense (38)                   | Rio Branco FC (AC) (65)      |

| Topf E                       | Topf F                         | Topf G                      | Topf H                      |
| ---------------------------- | ------------------------------ | --------------------------- | --------------------------- |
| Grêmio Esportivo Brasil (66) | ECPP Vitória da Conquista (82) | SE Gama (107)               | EC Internacional (SC) (143) |
| Pará (69)                    | Goianésia EC (83)              | Independente AC (110)       | Imperatriz (144)            |
| AD Confiança (70)            | Resende FC (85)                | Ypiranga FC (Erechim) (114) | SD Juazeirense (174)        |
| Tombense FC (71)             | Rio Grande do Norte (89)       | Brasília FC (117)           | Tocantinópolis EC (210)     |
| Campinense Clube (72)        | Operário FC (MT) (90)          | Rio Branco AC (118)         | Ferroviária de Esportes (-) |
| Santos FC (AP) (76)          | Náutico FC (92)                | SC Genus (120)              | CA Linense (–)              |
| AA Coruripe (78)             | AA Aparecidense (93)           | Parnahyba SC (128)          | Parauapebas FC (–)          |
| Ríver AC (79)                | Princesa do Solimões EC (94)   | Estanciano EC (132)         | CE Dom Bosco (–)            |
| Guarany SC (80)              | AA Caldense (95)               | EC Comercial (MS) (133)     | Galvez EC (–)               |
| CE Lajeadense (81)           | Operário Ferroviário EC (102)  | Red Bull Brasil (142)       | Ivinhema FC (–)             |

#### Paarungen
|                           | Gesamt          |                         | Hinspiel | Rückspiel |
| ------------------------- | --------------- | ----------------------- | -------- | --------- |
| Santos FC (AP)            | 1:4             | FC Santos               | 1:1      | 0:3       |
| Galvez EC                 | 2:1             | Rio Branco FC (AC)      | 1:0      | 1:1       |
| Goianésia EC              | 3:4             | ABC Natal               | 1:1      | 2:3       |
| SE Gama                   | 3:3             | América FC (RN)         | 1:0      | 2:3       |
| Ríver AC                  | 3:3 (8:7 i. E.) | Goiás EC                | 2:1      | 1:2       |
| CA Linense                | 2:2 (5:6 i. E.) | Botafogo FC (PB)        | 1:1      | 1:1       |
| Resende FC                | 3:3             | Ceará SC                | 2:2      | 1:1       |
| EC Comercial (MS)         | 1:2             | Joinville EC            | 1:1      | 0:1       |
| Clube do Remo             | 1:3             | CR Vasco da Gama        | 0:1      | 1:2       |
| Ivinhema FC               | 0:2             | Clube de Regatas Brasil | 0:2      | -         |
| ECPP Vitória da Conquista | 1:1             | Náutico Capibaribe      | 0:0      | 1:1       |
| Rio Branco AC             | 0:1             | Santa Cruz FC           | 0:0      | 0:1       |
| Campinense Clube          | 2:3             | Cruzeiro EC             | 0:0      | 2:3       |
| Parauapebas FC            | 0:7             | Londrina EC             | 0:1      | 0:6       |
| Náutico FC                | 3:6             | EC Vitória              | 2:3      | 1:3       |
| Parnahyba SC              | 2:2             | Portuguesa              | 2:1      | 0:1       |
| Guarany SC                | 0:3             | Coritiba FC             | 0:3      | -         |
| Tocantinópolis EC         | 0:2             | EC Juventude            | 1:1      | 0:2       |
| Operário Ferroviário EC   | 3:2             | Criciúma EC             | 2:1      | 1:1       |
| Independente AC           | 1:4             | Paysandu SC             | 1:2      | 0:2       |
| Grêmio Esportivo Brasil   | 1:2             | Athletico Paranaense    | 1:1      | 0:1       |
| CE Dom Bosco              | 3:1             | Nacional FC (AM)        | 2:0      | 1:1       |
| Princesa do Solimões EC   | 1:4             | Chapecoense             | 1:2      | 0:2       |
| Estanciano EC             | 1:3             | Paraná Clube            | 1:1      | 0:2       |
| AD Confiança              | 1:3             | CR Flamengo             | 1:0      | 0:3       |
| Imperatriz                | 1:2             | Fortaleza EC            | 1:1      | 0:2       |
| Globo FC                  | 1:3             | EC Bahia                | 0:0      | 1:3       |
| Red Bull Brasil           | 3:4             | América Mineiro         | 1:1      | 2:3       |
| Tombense FC               | 0:3             | Fluminense FC           | 0:3      | -         |
| Ferroviária de Esportes   | 2:1             | Salgueiro AC            | 1:0      | 1:1       |
| AA Aparecidense           | 4:1             | Sport Recife            | 2:0      | 2:1       |
| Ypiranga FC (Erechim)     | 4:2             | Atlético Goianiense     | 2:2      | 2:0       |
| CE Lajeadense             | 0:2             | Figueirense FC          | 0:2      | -         |
| EC Internacional (SC)     | 2:2             | Sampaio Corrêa FC       | 1:2      | 1:0       |
| AA Caldense               | 2:3             | AA Ponte Preta          | 1:2      | 1:1       |
| SC Genus                  | 3:2             | AS Arapiraquense        | 2:0      | 1:2       |
| Botafogo FR               | 2:1             | AA Coruripe             | 1:0      | 1:1       |
| SD Juazeirense            | 1:1 (5:4 i. E.) | Cuiabá EC               | 1:0      | 0:1       |
| Operário FC (MT)          | 1:2             | Avaí FC                 | 1:0      | 0:2       |
| Brasília FC               | 0:2             | CA Bragantino           | 0:2      | -         |

### 2. Runde
|                           | Gesamt          |                      | Hinspiel | Rückspiel |
| ------------------------- | --------------- | -------------------- | -------- | --------- |
| Galvez EC                 | 0:3             | FC Santos            | 0:3      | -         |
| SE Gama                   | 2:2 (4:1 i. E.) | ABC Natal            | 1:1      | 1:1       |
| Ríver AC                  | 0:2             | Botafogo FC (PB)     | 0:1      | 0:1       |
| Ceará SC                  | 0:2             | Joinville EC         | 0:1      | 0:1       |
| Clube de Regatas Brasil   | 1:2             | CR Vasco da Gama     | 0:1      | 1:1       |
| ECPP Vitória da Conquista | 0:2             | Santa Cruz FC        | 0:2      | -         |
| Londrina EC               | 0:2             | Cruzeiro EC          | 0:2      | -         |
| Portuguesa                | 1:3             | EC Vitória           | 0:0      | 1:3       |
| EC Juventude              | 3:2             | Coritiba FC          | 1:0      | 2:2       |
| Operário Ferroviário EC   | 1:2             | Paysandu SC          | 1:0      | 0:2       |
| CE Dom Bosco              | 2:7             | Athletico Paranaense | 2:2      | 0:5       |
| Paraná Clube              | 2:3             | Chapecoense          | 2:1      | 0:2       |
| Fortaleza EC              | 4:2             | CR Flamengo          | 2:1      | 2:1       |
| América Mineiro           | 1:0             | EC Bahia             | 0:0      | 1:0       |
| Ferroviária de Esportes   | 3.6             | Fluminense FC        | 3:3      | 0:3       |
| Ypiranga FC (Erechim)     | 4:3             | AA Aparecidense      | 3:1      | 1:2       |
| Sampaio Corrêa FC         | 1:3             | Figueirense FC       | 1:2      | 0:1       |
| SC Genus                  | 0:4             | AA Ponte Preta       | 0:1      | 0:3       |
| SD Juazeirense            | 1:3             | Botafogo FR          | 1:2      | 0:1       |
| CA Bragantino             | 2:1             | Avaí FC              | 1:0      | 1:1       |

### 3. Runde
|                      | Gesamt |                       | Hinspiel | Rückspiel |
| -------------------- | ------ | --------------------- | -------- | --------- |
| SE Gama              | 0:3    | FC Santos             | 0:0      | 0:3       |
| Botafogo FC (PB)     | 3:0    | Ceará SC              | 3:0      | 0:0       |
| CR Vasco da Gama     | 4:3    | Santa Cruz FC         | 1:1      | 3:2       |
| EC Vitória           | 2:4    | Cruzeiro EC           | 1:2      | 1:2       |
| EC Juventude         | 2:1    | Paysandu SC           | 0:0      | 2:1       |
| Athletico Paranaense | 1:1    | Chapecoense           | 0:0      | 1:1       |
| América Mineiro      | 2:4    | Fortaleza EC          | 1:0      | 1:4       |
| Fluminense FC        | 3:1    | Ypiranga FC (Erechim) | 1:1      | 2:0       |
| Figueirense FC       | 0:5    | AA Ponte Preta        | 0:0      | 0:5       |
| CA Bragantino        | 2:3    | Botafogo FR           | 2:2      | 0:1       |

### Klassifikation Copa Sudamericana
Nach Abschluss der zweiten Runde wurden die Mannschaften ermittelt, welche weiter in Copa Sudamericana 2016 spielen sollten und welche im Copa do Brasil ins Achtelfinale einzogen. In die Sudamericana zogen die besten Mannschaften aus den Meisterschaftsrunden 2015, aus Série A und Série B, welche in den ersten beiden Runden des Copa do Brasil bereits ausgeschieden waren. Dabei wurden in der Reihenfolge die Plätze 1 bis 16 aus der Série A gewertet, dann kamen die vier Besten aus der Série B und dann die 17 bis aus der Série A.
Qualifikationstabelle
| Rang | Verein               | Qualifizierung              | Platzierung Brasileirão 2015 |
| ---- | -------------------- | --------------------------- | ---------------------------- |
| 01.  | Sport Recife         | 1. Runde ausgeschieden      | 6. Série A                   |
| 02.  | FC Santos            | Achtelfinale Copa do Brasil | 7. Série A                   |
| 03.  | Cruzeiro EC          | Achtelfinale Copa do Brasil | 8. Série A                   |
| 04.  | Athletico Paranaense | Achtelfinale Copa do Brasil | 10. Série A                  |
| 05.  | AA Ponte Preta       | Achtelfinale Copa do Brasil | 11. Série A                  |
| 06.  | CR Flamengo          | 2. Runde ausgeschieden      | 12. Série A                  |
| 07.  | Fluminense FC        | Achtelfinale Copa do Brasil | 13. Série A                  |
| 08.  | Chapecoense          | 3. Runde ausgeschieden      | 14. Série A                  |
| 09.  | Coritiba FC          | 2. Runde ausgeschieden      | 15. Série A                  |
| 10.  | Figueirense FC       | 3. Runde ausgeschieden      | 16. Série A                  |
| 11.  | Botafogo FR          | Achtelfinale Copa do Brasil | 1. Série B                   |
| 12.  | Santa Cruz FC        | 3. Runde ausgeschieden      | 2. Série B                   |
| 13.  | EC Vitória           | 3. Runde ausgeschieden      | 3. Série B                   |
| 14.  | América Mineiro      | 3. Runde ausgeschieden      | 4. Série B                   |
| 15.  | Avaí FC              | 2. Runde ausgeschieden      | 17. Série A                  |
| 16.  | CR Vasco da Gama     | Achtelfinale Copa do Brasil | 18. Série A                  |
| 17.  | Goiás EC             | 1. Runde ausgeschieden      | 19. Série A                  |
| 18.  | Joinville EC         | 2. Runde ausgeschieden      | 20. Série A                  |

### Achtelfinale
Auslosung
Die Paarungen ab dem Achtelfinale wurden am 2. August 2016 ausgelost. Dabei wurden zwei Lostöpfe gebildet. In Topf A kamen die Qualifikanten aus der Copa Libertadores sowie die zwei besten Mannschaften aus dem Ranking des CBF. In Topf B kamen die restlichen acht Mannschaften. In beiden Töpfen wurden alle Klubs nach dem Ranking des CBF sortiert.
| Topf A               | Topf B                    |
| -------------------- | ------------------------- |
| SC Corinthians (1)   | Fluminense FC (10)        |
| Grêmio FBPA (2)      | CR Vasco da Gama (11)     |
| Cruzeiro EC (3)      | Athletico Paranaense (12) |
| FC Santos (4)        | Botafogo FR (13)          |
| FC São Paulo (5)     | AA Ponte Preta (17)       |
| Atlético Mineiro (7) | Fortaleza EC (42)         |
| SE Palmeiras (8)     | Botafogo FC (PB) (56)     |
| SC Internacional (9) | EC Juventude (59)         |

|                      | Gesamt          |                  | Hinspiel | Rückspiel |
| -------------------- | --------------- | ---------------- | -------- | --------- |
| FC Santos            | 5:3             | CR Vasco da Gama | 3:1      | 2:2       |
| SC Internacional     | 3:1             | FC São Paulo     | 3:0      | 0:1       |
| Atlético Mineiro     | 3:3             | AA Ponte Preta   | 1:1      | 2:2       |
| FC São Paulo         | 2:2             | EC Juventude     | 1:2      | 1:0       |
| Fluminense FC        | 1.2             | SC Corinthians   | 1:1      | 0:1       |
| Botafogo FR          | 2.6             | Cruzeiro EC      | 2:5      | 0:1       |
| Athletico Paranaense | 1:1 (3:4 i. E.) | Grêmio FBPA      | 0:1      | 1:0       |
| SE Palmeiras         | 3:1             | Botafogo FC (PB) | 3:0      | 0:1       |

### Turnierplan ab Viertelfinale
Diese Paarungen wurden am 23. September 2016 ausgelost. Alle acht Klubs waren in einem Lostopf.
Turnierplan
Die Mannschaft, welche zuerst Heimrecht hatte, wird bei nachstehenden Paarungen zuerst genannt.

|  | Viertelfinale | Viertelfinale    | Viertelfinale    | Viertelfinale | Viertelfinale |                  |   | Halbfinale       | Halbfinale | Halbfinale | Halbfinale | Halbfinale |  |  | Finale | Finale | Finale | Finale | Finale |
|  |               |                  |                  |               |               |                  |   |                  |            |            |            |            |  |  |        |        |        |        |        |
|  |               | FC Santos        | 2                | 0             | 2             |                  |   |                  |            |            |            |            |  |  |        |        |        |        |        |
|  |               | SC Internacional | 1                | 2             | 3             |                  |   |                  |            |            |            |            |  |  |        |        |        |        |        |
|  |               | SC Internacional | 1                | 2             | 3             | SC Internacional | 1 | 2                | 3          |            |            |            |  |  |        |        |        |        |        |
|  |               |                  |                  |               |               | SC Internacional | 1 | 2                | 3          |            |            |            |  |  |        |        |        |        |        |
|  |               |                  | Atlético Mineiro | 2             | 2             | 4                |   |                  |            |            |            |            |  |  |        |        |        |        |        |
|  |               | Atlético Mineiro | Atlético Mineiro | 2             | 2             | 4                | 1 | 0                | 1 (4)      |            |            |            |  |  |        |        |        |        |        |
|  |               |                  |                  |               |               |                  | 1 | 0                | 1 (4)      |            |            |            |  |  |        |        |        |        |        |
|  |               | EC Juventude     | 0                | 1             | 1 (2)         |                  |   |                  |            |            |            |            |  |  |        |        |        |        |        |
|  |               |                  |                  |               |               |                  |   | Atlético Mineiro | 1          | 1          | 2          |            |  |  |        |        |        |        |        |
|  |               |                  | Grêmio FBPA      | 3             | 1             | 4                |   |                  |            |            |            |            |  |  |        |        |        |        |        |
|  |               | SC Corinthians   | 2                | 2             | 4             |                  |   |                  |            |            |            |            |  |  |        |        |        |        |        |
|  |               | Cruzeiro EC      | 1                | 4             | 5             |                  |   |                  |            |            |            |            |  |  |        |        |        |        |        |
|  |               | Cruzeiro EC      | 1                | 4             | 5             | Cruzeiro EC      | 0 | 0                | 0          |            |            |            |  |  |        |        |        |        |        |
|  |               |                  |                  |               |               | Cruzeiro EC      | 0 | 0                | 0          |            |            |            |  |  |        |        |        |        |        |
|  |               |                  | Grêmio FBPA      | 2             | 0             | 2                |   |                  |            |            |            |            |  |  |        |        |        |        |        |
|  |               | Grêmio FBPA      | Grêmio FBPA      | 2             | 0             | 2                | 2 | 1                | 3          |            |            |            |  |  |        |        |        |        |        |
|  |               |                  |                  |               |               |                  | 2 | 1                | 3          |            |            |            |  |  |        |        |        |        |        |
|  |               | SE Palmeiras     | 1                | 1             | 2             |                  |   |                  |            |            |            |            |  |  |        |        |        |        |        |

## Finalspiele
Für die Finalspiele entfiel die Auswärtstorregel. Das Rückspiel war für den 30. November geplant. Dieses wurde wegen des Flugzeugabsturzes von LaMia-Flug 2933, bei dem fast die gesamte Mannschaft von Chapecoense verunglückte, verschoben.

### Hinspiel
| Atlético Mineiro                               | Atlético Mineiro | Grêmio FBPA | Grêmio FBPA |
| ---------------------------------------------- | --- | --- | ----------- |
| Atlético Mineiro                               | \| 23. November 2016 in Belo Horizonte (Mineirão) \| \| Ergebnis: 1:3 (0:1) \| \| Zuschauer: 47.944 \| \| Schiedsrichter: Péricles Bassols \| | \| 23. November 2016 in Belo Horizonte (Mineirão) \| \| Ergebnis: 1:3 (0:1) \| \| Zuschauer: 47.944 \| \| Schiedsrichter: Péricles Bassols \| | Grêmio FBPA |
| Atlético Mineiro                               | 01 Victor 19 Carlos 31 Gabriel 6′ 04 Frickson Erazo 39 Fábio 08 Leandro Donizete 21 Júnior Urso 69′ 71. 11 Juan Cazares 58. 70 Maicosuel 71. 09 Lucas Pratto 07 Robinho Reserve 02 Marcos Rocha 71. 15 Edcarlos 17 Hyuri 71. 18 Lucas Cândido 45+3′ 20 Giovanni 22 Carlos Eduardo 23 Clayton 58. 29 Patric 34 Leonan 38 Jesiel 46 Luis Guilherme Cheftrainer: Marcelo Oliveira ( Brasilien) | 01 Marcelo Grohe 77′ 33 Edílson 36′ 03 Pedro Geromel 04 Walter Kannemann 26 Marcelo 12 Walace 08 Maicón 66′ 17 Ramiro 64. 10 Douglas 80. 32 Luan Vieira 90+2. 07 Pedro Rocha 55', 66' Reserve 02 Wallace 06 Fred 90+2. 11 Everton 80. 15 Rafael Thyere 19 Tyroane Sandows 20 Léo Jardim 23 Miller Bolaños 25 Jaílson 88. 28 Kaio Mendes 34 Iago 38 Guilherme 91 Henrique Almeida Cheftrainer: Renato Gaúcho ( Brasilien) | Grêmio FBPA |
| Atlético Mineiro                               | 1:2 Gabriel (86.) | 0:1 Pedro Rocha (29.) 0:2 Pedro Rocha (54.) 1:3 Everton (90.) | Grêmio FBPA |
| 23. November 2016 in Belo Horizonte (Mineirão) | | |             |
| Ergebnis: 1:3 (0:1)                            | | |             |
| Zuschauer: 47.944                              | | |             |
| Schiedsrichter: Péricles Bassols               | | |             |

### Rückspiel
Nach der Hinspielniederlage entließ Atlético Mineiro seinen Trainer Marcelo Oliveira. Der Co-Trainer Diogo Giacomini leitete deshalb die Mannschaft im Rückspiel.
| Grêmio FBPA                                        | Grêmio FBPA | Atlético Mineiro | Atlético Mineiro |
| -------------------------------------------------- | --- | --- | ---------------- |
| Grêmio FBPA                                        | \| 7. Dezember 2016 in Porto Alegre (Arena do Grêmio) \| \| Ergebnis: 1:1 (0:0) \| \| Zuschauer: 52.233 \| \| Schiedsrichter: Luiz Flávio de Oliveira \| | \| 7. Dezember 2016 in Porto Alegre (Arena do Grêmio) \| \| Ergebnis: 1:1 (0:0) \| \| Zuschauer: 52.233 \| \| Schiedsrichter: Luiz Flávio de Oliveira \| | Atlético Mineiro |
| Grêmio FBPA                                        | 01 Marcelo Grohe 85′ 33 Edílson 03 Pedro Geromel 04 Walter Kannemann 90+3′ 26 Marcelo 12 Walace 08 Maicón 17 Ramiro 78. 10 Douglas 86. 11 Everton 90. 32 Luan Vieira Reserve 02 Wallace 06 Fred 90. 15 Rafael Thyere 19 Tyroane Sandows 20 Léo Jardim 23 Miller Bolaños 86. 90+2′ 25 Jaílson 78. 27 Lincoln Henrique 28 Kaio Mendes 34 Iago 38 Guilherme 91 Henrique Almeida Cheftrainer: Renato Gaúcho ( Brasilien) | 01 Victor 02 Marcos Rocha 31 Gabriel 04 Frickson Erazo 19′ 90+3′ 39 Fábio Santos 70′ 02 Rafael Carioca 08 Leandro Donizete 69. 21 Júnior Urso 45. 21 Luan Madsom 45. 09 Lucas Pratto 07 Robinho Reserve 11 Juan Cazares 69. 13 Carlos Alberto 15 Edcarlos 17 Hyuri 18 Lucas Cândido 75. 19 Carlos 20 Giovanni 23 Clayton 29 Patric 38 Jesiel 34 Leonan 70 Maicosuel 45. Cheftrainer: Diogo Giacomini ( Brasilien) | Atlético Mineiro |
| Grêmio FBPA                                        | 1:0 Miller Bolaños (88.) | 1:1 Juan Cazares (90.+1') | Atlético Mineiro |
| 7. Dezember 2016 in Porto Alegre (Arena do Grêmio) | | |                  |
| Ergebnis: 1:1 (0:0)                                | | |                  |
| Zuschauer: 52.233                                  | | |                  |
| Schiedsrichter: Luiz Flávio de Oliveira            | | |                  |

## Die Meistermannschaft
| 5. | Grêmio FBPA |
|    | - Tor: 01 Marcelo Grohe 20 Léo Jardim 30 Bruno Grassi 40 Dida - Abwehr: 02 Wallace 03 Pedro Geromel 04 Walter Kannemann 06 Fred 15 Rafael Thyere 26 Marcelo 34 Iago 38 Edílson - Mittelfeld: 10 Douglas 12 Walace 17 Ramiro 18 Arthur 19 Maicón 25 Jaílson 27 Lincoln Henrique 28 Kaio Mendes 43 Guilherme Amorim - Angriff: 07 Pedro Rocha 11 Everton 19 Tyroane Sandows 21 Luan Vieira 23 Miller Bolaños 35 Matheus Batista 38 Guilherme 91 Henrique Almeida |

## Torschützenliste
| Pl. | Nat.        | Spieler          | Verein                | Tore   |
| --- | ----------- | ---------------- | --------------------- | ------ |
| 1   | Brasilianer | Marinho          | Vitória               | 6 Tore |
| 2   | Brasilianer | João Paulo       | Ypiranga FC (Erechim) | 5 Tore |
| 2   | Argentinier | Ramón Ábila      | Cruzeiro EC           | 5 Tore |
| 4   | Brasilianer | André Lima       | Athletico Paranaense  | 4 Tore |
| 4   | Brasilianer | Aylon            | SC Internacional      | 4 Tore |
| 4   | Brasilianer | Bruno Moraes     | Santa Cruz FC         | 4 Tore |
| 4   | Argentinier | Lucas Pratto     | Atlético Mineiro      | 4 Tore |
| 4   | Brasilianer | Ricardo Oliveira | Santos                | 4 Tore |
| 4   | Brasilianer | Roberto Pitio    | Gama                  | 4 Tore |

## Zuschauer

### Meistbesuchte Spiele
| Pl. | Anzahl | Heim             | Ergebnis | Gast             | Stadion         | Datum              | Spieltag                | Quelle |
| --- | ------ | ---------------- | -------- | ---------------- | --------------- | ------------------ | ----------------------- | ------ |
| 01  | 52.233 | Grêmio FBPA      | 1:1      | Atlético Mineiro | Arena do Grêmio | 7. Dezember 2016   | Finale Rückspiel        | [ 3 ]  |
| 02  | 50.643 | Cruzeiro EC      | 0:2      | Grêmio FBPA      | Mineirão        | 26. Oktober 2016   | Halbfinale Hinspiel     | [ 4 ]  |
| 03  | 47.944 | Atlético Mineiro | 1:3      | Grêmio FBPA      | Mineirão        | 23. November 2016  | Finale Hinspiel         | [ 5 ]  |
| 04  | 47.687 | Grêmio FBPA      | 0:0      | Cruzeiro EC      | Arena do Grêmio | 2. November 2016   | Halbfinale Rückspiel    | [ 6 ]  |
| 05  | 40.203 | Fortaleza EC     | 4:1      | América Mineiro  | Castelão        | 28. Juli 2016      | 3. Runde Rückspiel      | [ 7 ]  |
| 06  | 36.213 | Fortaleza EC     | 2:1      | CR Flamengo      | Castelão        | 4. Mai 2016        | 2. Runde Hinspiel       | [ 8 ]  |
| 07  | 33.413 | Atlético Mineiro | 1:0      | Juventude        | Mineirão        | 28. September 2016 | Viertelfinale Hinspiel  | [ 9 ]  |
| 08  | 32.738 | Cruzeiro EC      | 4:2      | SC Corinthians   | Mineirão        | 19. Oktober        | Viertelfinale Rückspiel | [ 10 ] |
| 09  | 29.991 | SE Palmeiras     | 1:1      | Grêmio FBPA      | Allianz Parque  | 19. Oktober 2016   | Viertelfinale Rückspiel | [ 11 ] |
| 10  | 27.233 | Internacional    | 1:2      | Atlético Mineiro | Beira-Rio       | 26. Oktober 2016   | Halbfinale Hinspiel     | [ 12 ] |

### Wenigsten besuchten Spiele
| Pl. | Anzahl | Heim              | Ergebnis | Gast             | Stadion        | Datum          | Spieltag           | Quelle |
| --- | ------ | ----------------- | -------- | ---------------- | -------------- | -------------- | ------------------ | ------ |
| 01  | 055    | Resende FC        | 0:5      | Ceará SC         | Raulino        | 6. April 2016  | 1. Runde Hinspiel  | [ 13 ] |
| 02  | 094    | Brasília FC       | 0:2      | Bragantino       | Bezerrão       | 19. April 2016 | 1. Runde Hinspiel  | [ 14 ] |
| 03  | 148    | Cuiabá EC         | 2:0      | Juazeirense      | Arena Pantanal | 27. April 2016 | 1. Runde Rückspiel | [ 15 ] |
| 04  | 155    | Dom Bosco         | 2:0      | Nacional FC (AM) | Arena Pantanal | 20. April 2016 | 1. Runde Hinspiel  | [ 16 ] |
| 05  | 261    | Botafogo FR       | 1:0      | Coruripe         | Los Larios     | 28. April 2016 | 1. Runde Hinspiel  | [ 17 ] |
| 06  | 263    | Estanciano EC     | 1:1      | Paraná Clube     | Francão        | 6. April       | 1. Runde Hinspiel  | [ 18 ] |
| 07  | 275    | EC Comercial (MS) | 1:1      | Joinville EC     | Iliê Vidal     | 20. April 2016 | 1. Runde Hinspiel  | [ 19 ] |
| 08  | 335    | Botafogo FR       | 1:0      | Juazeirense      | Los Larios     | 19. Mai 2016   | 2. Runde Rückspiel | [ 20 ] |
| 09  | 338    | Portuguesa        | 1:0      | Parnahyba SC     | Canindé        | 26. April 2016 | 1. Runde Rückspiel | [ 21 ] |
| 10  | 346    | CE Lajeadense     | 0:2      | Figueirense FC   | Beira-Rio      | 14. April      | 1. Runde Hinspiel  | [ 22 ] |